# National Football League 1970
La stagione NFL 1970 fu la 51ª stagione sportiva della National Football League, la massima lega professionistica statunitense di football americano e la prima dopo la fusione con l'American Football League. La finale del campionato, il Super Bowl V, si disputò il 17 gennaio 1971 all'Orange Bowl di Miami, in Florida e si concluse con la vittoria dei Baltimore Colts sui Dallas Cowboys per 16 a 13. La stagione iniziò il 18 settembre 1970 e si concluse con il Pro Bowl 1971 che si tenne il 24 gennaio al Los Angeles Memorial Coliseum.
La fusione tra NFL, che contava 16 squadre, e AFL, che ne contava 10, impose una riorganizzazione del campionato. Vennero istituite due Conference: la American Football Conference (AFC) e la National Football Conference (NFC) ciascuna di 13 squadre suddivise in tre Division (East, Central e West) con le due East di 5 squadre e le restanti di 4. Le squadre provenienti dalla AFL vennero inserite nella AFC insieme a Baltimore Colts, Cleveland Browns e Pittsburgh Steelers, le restanti squadre formarono al NFC. La stagione regolare venne fissata in 14 giornate ed i play-off furono modellati su un classico tabellone a 8 squadre a cui avrebbero partecipato le sei vincitrici di ogni Division più due wild card, una per ogni Conference, scelta come la squadra con la miglior percentuale di vittorie tra le seconde classificate in ogni Division.
La stagione vide anche il primo Super Bowl disputato su un campo artificiale e l'istituzione del Monday Night Football, il primo appuntamento televisivo fisso con uno sport professionistico in prima serata.
Durante la stagione, l'8 novembre 1970, venne stabilito da Tom Dempsey dei New Orleans Saints il record del field goal segnato da più lontano (63 iarde).

## Modifiche alle regole
- Venne deciso che le regole della NFL sarebbero state le regole ufficiali della lega dopo la fusione, le due uniche innovazioni assorbite dalla AFL furono la presenza del cronometro di gioco sul tabellone dei risultati e quella del nome dei giocatori sulle maglie. Non venne invece adottata la possibilità della trasformazione da due punti dopo il touchdown, regola che sarà introdotta nella NFL solo nel 1994.

## Stagione regolare
La stagione regolare si svolse in 14 giornate, iniziò il 18 settembre e terminò il 20 dicembre 1970.

### Risultati della stagione regolare
- V = Vittorie, S = Sconfitte, P = Pareggi, PCT = Percentuale di vittorie, PF = Punti Fatti, PS = Punti Subiti
- La qualificazione ai play-off è indicata in verde
- Nota: nelle stagioni precedenti al 1972 i pareggi non venivano conteggiati nel calcolo della percentuale di vittorie.

| AFC East            |    |    |   |     |     |     |
| Squadra             | V  | S  | P | PCT | PF  | PS  |
| (*) Baltimore Colts | 11 | 2  | 1 | 846 | 321 | 234 |
| (*) Miami Dolphins  | 10 | 4  | 0 | 714 | 297 | 228 |
| New York Jets       | 4  | 10 | 0 | 286 | 255 | 286 |
| Buffalo Bills       | 3  | 10 | 1 | 231 | 204 | 337 |
| Boston Patriots     | 2  | 12 | 0 | 143 | 149 | 361 |

| NFC East              |    |    |   |     |     |     |
| Squadra               | V  | S  | P | PCT | PF  | PS  |
| (*) Dallas Cowboys    | 10 | 4  | 0 | 714 | 299 | 221 |
| New York Giants       | 9  | 5  | 0 | 643 | 301 | 270 |
| Saint Louis Cardinals | 8  | 5  | 1 | 615 | 325 | 228 |
| Washington Redskins   | 6  | 8  | 0 | 429 | 297 | 314 |
| Philadelphia Eagles   | 3  | 10 | 1 | 231 | 241 | 332 |

| AFC Central            |   |    |   |     |     |     |
| Squadra                | V | S  | P | PCT | PF  | PS  |
| (*) Cincinnati Bengals | 8 | 6  | 0 | 571 | 312 | 255 |
| Cleveland Browns       | 7 | 7  | 0 | 500 | 286 | 265 |
| Pittsburgh Steelers    | 5 | 9  | 0 | 357 | 210 | 272 |
| Houston Oilers         | 3 | 10 | 1 | 231 | 217 | 352 |

| NFC Central           |    |   |   |     |     |     |
| Squadra               | V  | S | P | PCT | PF  | PS  |
| (*) Minnesota Vikings | 12 | 2 | 0 | 857 | 335 | 143 |
| (*) Detroit Lions     | 10 | 4 | 0 | 714 | 347 | 202 |
| Green Bay Packers     | 6  | 8 | 0 | 429 | 196 | 293 |
| Chicago Bears         | 6  | 8 | 0 | 429 | 256 | 261 |

| AFC West            |   |   |   |     |     |     |
| Squadra             | V | S | P | PCT | PF  | PS  |
| (*) Oakland Raiders | 8 | 4 | 2 | 667 | 300 | 293 |
| Kansas City Chiefs  | 7 | 5 | 2 | 583 | 272 | 244 |
| San Diego Chargers  | 5 | 6 | 3 | 455 | 282 | 278 |
| Denver Broncos      | 5 | 8 | 1 | 385 | 253 | 264 |

| NFC West                |    |    |   |     |     |     |
| Squadra                 | V  | S  | P | PCT | PF  | PS  |
| (*) San Francisco 49ers | 10 | 3  | 1 | 769 | 352 | 267 |
| Los Angeles Rams        | 9  | 4  | 1 | 692 | 325 | 202 |
| Atlanta Falcons         | 4  | 8  | 2 | 333 | 206 | 261 |
| New Orleans Saints      | 2  | 11 | 1 | 154 | 172 | 347 |

## Play-off
I play-off iniziarono con i Divisional Playoff il 26 e 27 dicembre 1970, i Conference Championship Game si giocarono il 3 gennaio 1971. Il Super Bowl V si giocò il 17 gennaio al l'Orange Bowl di Miami.

### Incontri
|  | Divisional Play-off | Divisional Play-off | Divisional Play-off |               |           | Conference Championship | Conference Championship | Conference Championship |  |  | Super Bowl V | Super Bowl V | Super Bowl V |  |
|  |                     |                     |                     |               |           |                         |                         |                         |  |  |              |              |              |  |
|  | Miami               | Miami               | 14                  |               |           |                         |                         |                         |  |  |              |              |              |  |
|  | Miami               | Miami               | 14                  |               |           |                         |                         |                         |  |  |              |              |              |  |
|  | Oakland             | Oakland             | 21                  |               |           |                         |                         |                         |  |  |              |              |              |  |
|  | Oakland             | Oakland             | 21                  |               | Oakland   | Oakland                 | 17                      |                         |  |  |              |              |              |  |
|  |                     |                     |                     |               | Oakland   | Oakland                 | 17                      |                         |  |  |              |              |              |  |
|  |                     |                     | Baltimore           | Baltimore     | 27        |                         |                         |                         |  |  |              |              |              |  |
|  | Cincinnati          | Cincinnati          | Baltimore           | Baltimore     | 27        | 0                       |                         |                         |  |  |              |              |              |  |
|  | Cincinnati          | Cincinnati          |                     |               |           |                         |                         |                         |  |  |              |              |              |  |
|  | Baltimore           | Baltimore           | 17                  |               |           |                         |                         |                         |  |  |              |              |              |  |
|  | Baltimore           | Baltimore           | 17                  |               | Baltimore | Baltimore               | 16                      |                         |  |  |              |              |              |  |
|  |                     |                     |                     |               |           |                         |                         |                         |  |  |              |              |              |  |
|  |                     |                     | Dallas              | Dallas        | 13        |                         |                         |                         |  |  |              |              |              |  |
|  | Detroit             | Detroit             | Dallas              | Dallas        | 13        | 0                       |                         |                         |  |  |              |              |              |  |
|  | Detroit             | Detroit             |                     |               |           |                         |                         |                         |  |  |              |              |              |  |
|  | Dallas              | Dallas              | 5                   |               |           |                         |                         |                         |  |  |              |              |              |  |
|  | Dallas              | Dallas              | 5                   |               | Dallas    | Dallas                  | 17                      |                         |  |  |              |              |              |  |
|  |                     |                     |                     |               | Dallas    | Dallas                  | 17                      |                         |  |  |              |              |              |  |
|  |                     |                     | San Francisco       | San Francisco | 10        |                         |                         |                         |  |  |              |              |              |  |
|  | San Francisco       | San Francisco       | San Francisco       | San Francisco | 10        | 17                      |                         |                         |  |  |              |              |              |  |
|  | San Francisco       | San Francisco       |                     |               |           |                         |                         |                         |  |  |              |              |              |  |
|  | Minnesota           | Minnesota           | 14                  |               |           |                         |                         |                         |  |  |              |              |              |  |

Nota: Gli accoppiamenti nei Divisional playoff venivano stabiliti mediante criteri di rotazione.

### Vincitore
| Vincitori del Super Bowl V Baltimore Colts 3º titolo (1º Super Bowl) |

## Premi individuali
| MVP della NFL              | John Brodie, Quarterback, San Francisco |
| Allenatore dell'anno       | Dick Nolan, San Francisco               |
| Rookie offensivo dell'anno | Dennis Shaw, Quarterback, Buffalo       |
| Rookie difensivo dell'anno | Bruce Taylor, Cornerback, San Francisco |